# إتش توماس جونسون
إتش توماس جونسون (بالإنجليزية: H. Thomas Johnson)‏ هو اقتصادي ومحاسب قانوني معتمد أمريكي، ولد في 1938.